# فرنسيس نيلسون
فرنسيس نيلسون (بالإنجليزية: Francis Neilson)‏ هو كاتب مسرحي وسياسي بريطاني وبريطاني (وحمل سابقاً جنسية المملكة المتحدة لبريطانيا العظمى وأيرلندا)، ولد في 26 يناير 1867، وتوفي في 13 أبريل 1961. في الانتخابات العمومية البريطانية في يناير 1910 ‏، انتخب عضو برلمان المملكة المتحدة الـ29 عن دائرة Hyde (UK Parliament constituency) ‏ (15 يناير 1910 – 28 نوفمبر 1910) وفي الانتخابات العمومية البريطانية في ديسمبر 1910 ‏، انتخب عضو برلمان المملكة المتحدة الـ30 عن دائرة Hyde (UK Parliament constituency) ‏ (3 ديسمبر 1910 – 13 مارس 1916).

## روابط خارجية
- فرنسيس نيلسون على موقع IMDb (الإنجليزية)
- فرنسيس نيلسون على موقع قاعدة بيانات برودواي على الإنترنت (الإنجليزية)